# السيد لا أحد (فلم)
السيد لا أحد (Mr. Nobody) هو فيلم خيال علمي تم إنتاجه في بلجيكا وكندا وصدر في سنة 2009 وتم عرضه في 2013. الفيلم من إخراج جاكو فان دورميل وكتابة جاكو فان دورميل. من بطولة جاريد ليتو وسارة بولي وديان كروغر وديان كروجر.
الفيلم صُوّر في بلجيكا وعُرض عام 2013 وحصل على تقييم (7,8 من 10) حسب IMDb 

## القصة
تدورُ قصةُ الفيلم حول نيمو البالغِ من العمر 117 عاما والذي يتأمل في احتمالات الحياةِ التي كان من الممكن أن يعيشَها والتي عاشها بالفعل، ثم يقصُّ حياتَه من خلال ثلاث قصصٍ وثلاث أعمار وثلاث حيوات مختلفة.
تنشأ تلك الاحتمالات بدايةً نتيجة قرار والد ووالدة نيمو الانفصال بعد خيانة والده لها، فيصبح نيمو في حيرة من أمره ويقع في وطأة الاختيار..إما أن يبقى مع والده ويعيش الحياة معه، أو أن يرحل مع والدته ويعيش حياة أخرى، وفي ظل هذه الحيرة تبدأ تلك الحيوات بالانبثاق في مشاهد مختلفة وبعض المشاهد يظهر فيها نيمو كعجوز طاعن في السن يروي أحداثاً من هذه الحيوات.
تلك الحيوات في الحقيقة هي ناشئة عن احتمالات الحياتين في عقل نيمو الطفل الذي أمتلك القدرة على معرفة المستقبل نتيجة تجاوزه من قبل ملائكة الجنة على مسح معرفته بالمستقبل، فيدخلنا الفيلم في الحياة التي سيعيشها مع أمه لو ارتحل معها وفي نفس تلك الحياة يدخلنا أيضاً في قصص واحتمالات سيعيشها نيمو، وتارة أخرى يدخلنا في الحياة التي سيعيشها مع والده لو بقي معه ويشتمل هذا أيضاً على قصص واحتمالات أخرى كقصة حبه وزواجه من الفتاة (إليز) وقصة حبه وزواجه من الفتاة (جين).
وبعد كل ذلك التنقل بين الحيوات والقصص يظهر في الفيلم نيمو وقد سلك طريقاً أخرى ولم يبقَ مع والده ولا والدته.

## الفلسفة والفيزياء في الفيلم
يمكنُ تصنيف فيلم السيد لا أحد (Mr. Nobody) فيلماً فلسفياً فيزيائيا، إذ احتوى العديد من المفاهيم حول الفلسفة والفيزياء كتأثير الفراشة (نظرية الفوضى) التي تنصّ على أن أشياء مهملة التأثير في بادئ الأمر يمكن أن يؤدي إلى تأثيرات كبيرة على المدى الطويل، وقد حمل دلالة ذلك ورقة مصفرة يابسة من شجرة، حيث تحملها الرياح من  وسط الغابة إلى المدينة وينزلق إثرها ذلك الرجل الذي يصبح لاحقا والد نيمو فتسرع المرأة للمساعدة وهكذا يتعارفا المرأة والرجل بسبب تلك الورقة اليابسة الواهية وتنشأ حياة نيمو، وأيضاً مصطلح ديجا فو (Dégà vu) وديجا فو هي الشعور الذي يشعر به الفرد بأنه رأى أو عاش الموقف الحاضر من قبل. يلازم هذه الظاهرة شعور بالمعرفة المسبقة وشعور بـ«الرهبة» و«الغرابة».
بالإضافة لذلك فقد ناقش الفيلمُ فلسفةَ الاختيار بعمق، وهو يدور أصلاً حول الاختيار، كما احتوى العديد من المفاهيم الكونية ونظريات الزمن، ذلك دفع النقاد إلى تصنيفه كأحد أفضل الأفلام الفلسفية العميقة.

## الممثلون والشخصيات

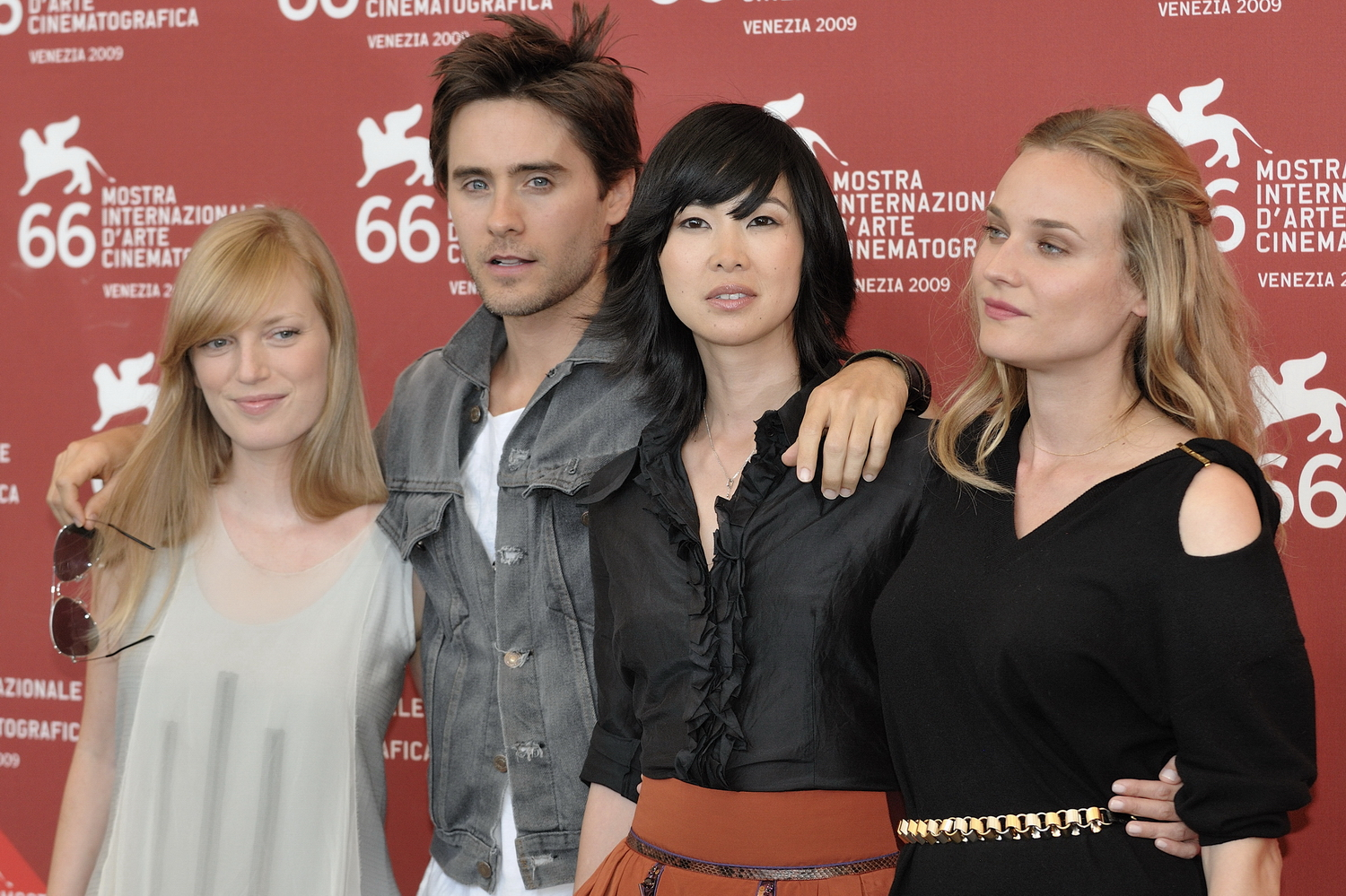
من اليمين إلى اليسار : ديان كروجر(آنا) ، لينه دان فيم(جين)، جارد ليتو(نيمو) ، سارة بولي (إليز)

- جاريد ليتو (بدور: نيمو)
- سارة بولي (بدور: إليز)
- لينه دان فام (بدور: جون)
- ديان كروجر (بدور: آنا)

## الميزانية والإيرادات
بلغت تكلفة إنتاج الفيلم حوالي 47 مليون دولار.

## روابط خارجية
- السيد لا أحد على موقع IMDb (الإنجليزية)
- السيد لا أحد على موقع ميتاكريتيك (الإنجليزية)
- السيد لا أحد على موقع روتن توميتوز (الإنجليزية)
- السيد لا أحد على موقع نتفليكس (الإنجليزية)
- السيد لا أحد على موقع قاعدة بيانات الأفلام العربية
- السيد لا أحد على موقع ألو سيني (الفرنسية)
- السيد لا أحد على موقع Turner Classic Movies (الإنجليزية)
- السيد لا أحد على موقع أول موفي (الإنجليزية)
- السيد لا أحد على موقع بوكس أوفيس موجو (الإنجليزية)
- السيد لا أحد على موقع فيلمافينيتي (الإسبانية)